# Traité de Soleuvre
Le traité de Soleuvre est un traité secret conclu le 13 septembre 1475 entre le roi de France Louis XI et le duc de Bourgogne Charles le Téméraire, à la suite du traité de Picquigny (29 août 1475), grâce auquel Louis XI a obtenu le retrait des troupes anglaises d'Édouard IV.

## Contexte
Abandonné par son allié, Charles le Téméraire préfère négocier avec Louis XI. Son objectif est alors d'établir un lien territorial entre ses « pays de par deçà » (les Pays-Bas bourguignons) et ses « pays de par delà » (le duché de Bourgogne et le comté de Bourgogne). Un des grands fiefs situés sur le passage est le duché de Lorraine, terre d'Empire. Mais Louis XI est à cette date un allié du duc de Lorraine René II.

## Contenu du traité
Louis XI trahit son allié, garantissant à Charles sa neutralité au cas où il attaquerait la Lorraine.

## Suites
Louis XI profite du répit dont il s'est assuré pour traiter avec le duc de Bretagne François II (traité de Senlis du 29 septembre 1475).
Charles le Téméraire entre en guerre contre le duché de Lorraine, qu'il prétend annexer. Il va y trouver la mort un peu plus d'un an plus tard à la bataille de Nancy (5 janvier 1477).